# Дивоптах королівський

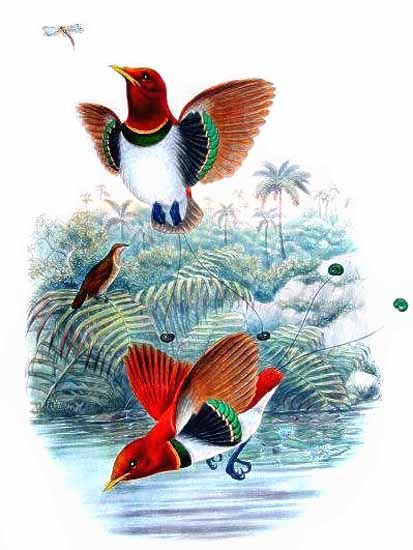
Малюнок із зображенням королівських райських птахів

Дивоптах королівський, королі́вський ра́йський птах (Cicinnurus regius) — вид горобцеподібних птахів родини дивоптахових (Paradisaeidae).

## Опис
Це найменший за розміром і найяскравіший представник родини райських птахів. У довжину сягає 16 см. Живляться переважно фруктами та членистоногими.

## Поширення
Цей вид поширений по всіх низовинних лісах Нової Гвінеї, а також населяє прилеглі острови.